# Doumé (Kamerun)
Doumé ist eine Gemeinde in der Ostregion von Kamerun im Département Haut-Nyong.

## Lage
Der Ort liegt am Fluss Doumé und an der Fernstraße N10 auf 630 Metern.

## Geschichte
Die heutige Siedlung geht auf koloniale Zeit zurück. Sie wurde 1906 als Dumestation, einer Militärstation, als Folge des Aufstandes der Jebekole und der Makaa angelegt. Sie war die Hauptstadt des Dumebezirks.